# (34019) 2000 OU19
2000 OU19 (asteroide 34019) é um asteroide da cintura principal. Possui uma excentricidade de 0.09647680 e uma inclinação de 15.73628º.
Este asteroide foi descoberto no dia 30 de julho de 2000 por LINEAR em Socorro.